# Neosmilaster georgianus
Neosmilaster georgianus är en sjöstjärneart som först beskrevs av Studer 1885.  Neosmilaster georgianus ingår i släktet Neosmilaster och familjen trollsjöstjärnor. Inga underarter finns listade i Catalogue of Life.